# Campeonato Mundial de Natação em Piscina Curta de 2022 - 400 m medley feminino
A prova dos 400 metros nado medley feminino do Campeonato Mundial de Natação em Piscina Curta de 2022 foi disputada no dia 17 de dezembro de 2022, no Melbourne Sports and Aquatics Centre, em Melbourne, na Austrália.

## Recordes
Antes desta competição, os recordes mundiais e do campeonato nesta prova eram os seguintes:
|                       | Nome            | Nacionalidade | Tempo   | Local     | Data                  |
| --------------------- | --------------- | ------------- | ------- | --------- | --------------------- |
| Recorde mundial       | Mireia Belmonte | Espanha       | 4:18.94 | Eindhoven | 12 de agosto de 2017  |
| Recorde do campeonato | Mireia Belmonte | Espanha       | 4:19.86 | Doha      | 3 de dezembro de 2014 |

## Medalhistas
| Ouro                  | Prata                 | Bronze            |
| Hali Flickinger (USA) | Sara Franceschi (ITA) | Waka Kobori (JPN) |

## Cronograma
Todos os horários são locais (UTC+11). 
| Data           | Hora  | Evento        |
| -------------- | ----- | ------------- |
| 17 de dezembro | 11:21 | Eliminatórias |
| 17 de dezembro | 20:40 | Final         |

## Resultados

### Eliminatórias
As eliminatórias ocorreram no dia 17 de dezembro com início às 11:21.
| Colocação | Bateria | Raia | Nadadora           | Nacionalidade        | Tempo   | Notas            |
| --------- | ------- | ---- | ------------------ | -------------------- | ------- | ---------------- |
| 1         | 4       | 7    | Leah Smith         | Estados Unidos       | 4:30.93 | Q                |
| 2         | 4       | 6    | Sara Franceschi    | Itália               | 4:31.01 | Q                |
| 3         | 3       | 7    | Waka Kobori        | Japão                | 4:31.19 | Q                |
| 4         | 3       | 3    | Zsuzsanna Jakabos  | Hungria              | 4:31.36 | Q                |
| 5         | 4       | 3    | Hali Flickinger    | Estados Unidos       | 4:31.61 | Q                |
| 6         | 3       | 5    | Ilaria Cusinato    | Itália               | 4:32.94 | Q                |
| 7         | 4       | 4    | Tessa Cieplucha    | Canadá               | 4:33.58 | Q                |
| 8         | 4       | 1    | Cyrielle Duhamel   | França               | 4:34.03 | Q                |
| 9         | 4       | 5    | Abbie Wood         | Reino Unido          | 4:34.45 |                  |
| 10        | 3       | 2    | Kayla Hardy        | Austrália            | 4:34.77 |                  |
| 11        | 3       | 1    | Emilie Muir        | Austrália            | 4:35.52 |                  |
| 12        | 2       | 2    | Mya Rasmussen      | Nova Zelândia        | 4:36.08 |                  |
| 13        | 2       | 3    | Deniz Ertan        | Turquia              | 4:38.11 |                  |
| 14        | 2       | 4    | Dakota Tucker      | África do Sul        | 4:40.01 |                  |
| 15        | 3       | 8    | Nikoleta Trníková  | Eslováquia           | 4:40.09 |                  |
| 16        | 4       | 2    | Ayami Suzuzki      | Japão                | 4:40.95 |                  |
| 17        | 2       | 7    | Iman Avdić         | Bósnia e Herzegovina | 4:42.56 | Recorde nacional |
| 18        | 2       | 6    | Portia Brown       | Porto Rico           | 4:44.68 |                  |
| 19        | 1       | 3    | Chen Szu-an        | Taipé Chinesa        | 4:44.97 |                  |
| 20        | 1       | 4    | Ng Lai Wa          | Hong Kong            | 4:45.62 |                  |
| 21        | 3       | 6    | Ge Chutong         | China                | 4:46.59 |                  |
| 22        | 1       | 5    | Lucero Mejía       | Guatemala            | 4:49.99 | Recorde nacional |
| 23        | 2       | 5    | Anja Crevar        | Sérvia               | DNS     | DNS              |
| 23        | 3       | 4    | Sydney Pickrem     | Canadá               | DNS     | DNS              |
| 23        | 4       | 8    | Gabrielle Roncatto | Brasil               | DNS     | DNS              |

### Final
A final foi realizada no dia 17 de dezembro com início às 20:40.
| Colocação         | Raia | Nadadora          | Nacionalidade  | Tempo   | Notas |
| ----------------- | ---- | ----------------- | -------------- | ------- | ----- |
| Medalha de ouro   | 2    | Hali Flickinger   | Estados Unidos | 4:26.51 |       |
| Medalha de prata  | 5    | Sara Franceschi   | Itália         | 4:28.58 |       |
| Medalha de bronze | 3    | Waka Kobori       | Japão          | 4:29.03 |       |
| 4                 | 4    | Leah Smith        | Estados Unidos | 4:29.18 |       |
| 5                 | 6    | Zsuzsanna Jakabos | Hungria        | 4:32.10 |       |
| 6                 | 8    | Cyrielle Duhamel  | França         | 4:32.40 |       |
| 7                 | 7    | Ilaria Cusinato   | Itália         | 4:32.68 |       |
| 8                 | 1    | Tessa Cieplucha   | Canadá         | DSQ     | DSQ   |

Legenda
| Recorde mundial       | Recorde mundial (World record)               |                       | Recorde africano                      | Recorde africano (African) |                                           | Q | Classificado por posição (Qualified) |
| Recorde do campeonato | Recorde do campeonato (Championship record)  | Recorde da América    | Recorde da América (Americas)         | q                          | Classificado por melhor tempo (Qualified) |   |                                      |
| Melhor marca do ano   | Melhor marca do ano (World leading)          | Recorde asiático      | Recorde asiático (Asian)              | DNS                        | Não largou (Did not start)                |   |                                      |
| Recorde nacional      | Recorde nacional (National record)           | Recorde europeu       | Recorde europeu (European)            | DNF                        | Não terminou (Did not finish)             |   |                                      |
| Recorde pessoal       | Recorde pessoal do atleta (Personal best)    | Recorde da Oceania    | Recorde da Oceania (Oceania)          | DSQ / DQ                   | Desclassificado (Disqualified)            |   |                                      |
| Recorde da temporada  | Recorde da temporada do atleta (Season best) | Recorde sul-americano | Recorde sul-americano (South America) | NM                         | Sem marca (No mark)                       |   |                                      |